# Strada provinciale 47 Baricella-Altedo
La strada provinciale 47 Baricella-Altedo è una strada provinciale italiana della città metropolitana di Bologna.

## Percorso
Ha origine dalla SP 5 S. Donato a Baricella. Viaggia verso nord-ovest fino a quando entra nel comune di Malalbergo, punto in cui vira ad ovest. Giunge così ad Altedo, frazione in cui si immette nella SS 64 Porrettana.